# Alexander Thamm
Alexander Thamm (Hattingen, 1983. május 6. –) német labdarúgó, az SG Wattenscheid 09 hátvédje.